# حاسوب البيانات الجوية

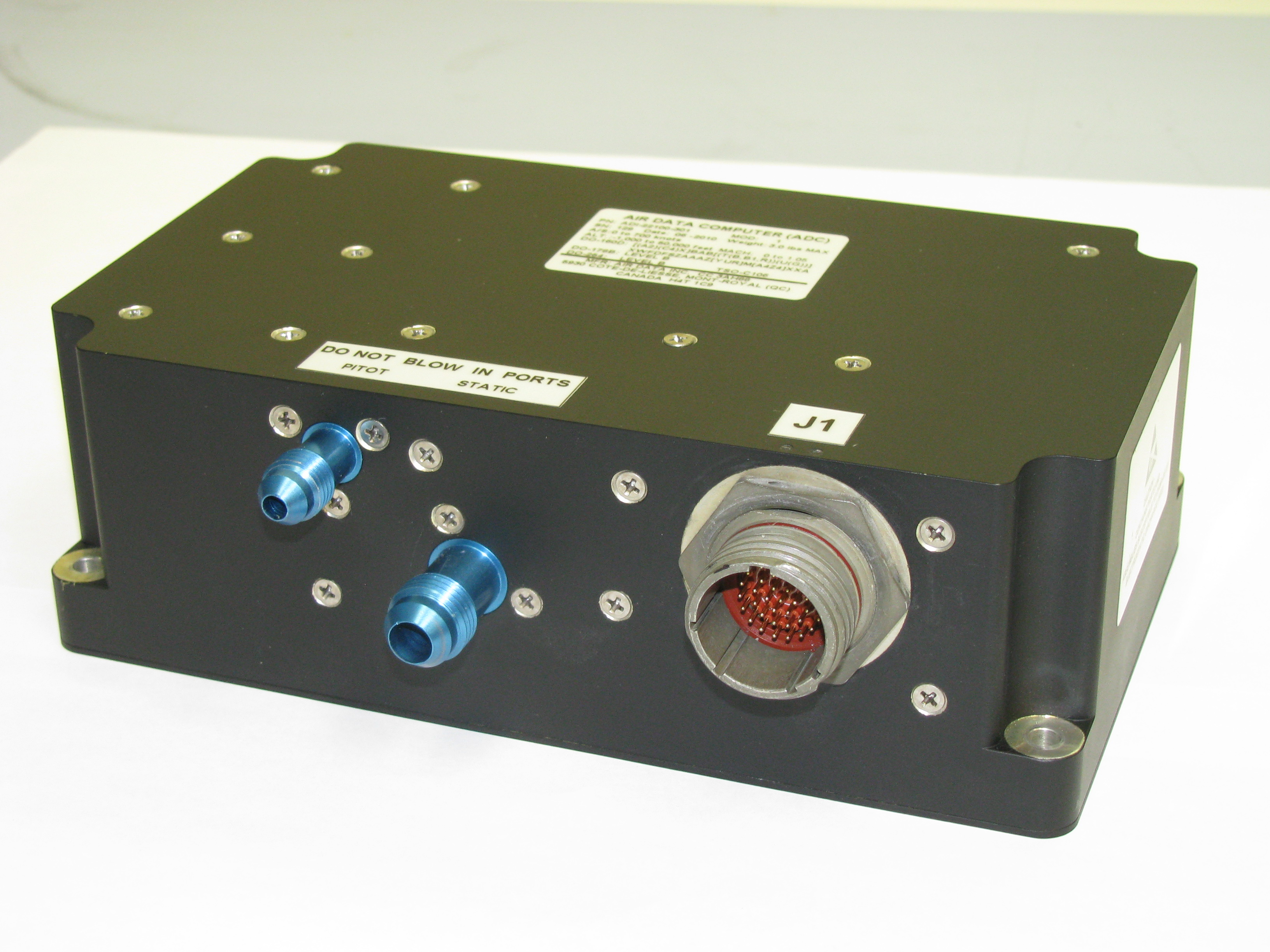
حاسوب البيانات الجوية

حاسوب البيانات الجوية (بالإنجليزية:Air data computer اختصاراً بـ ADC) هو عنصر أساسي في الكترونيات الطيران يمكن إيجاده  في القمرات الزجاجية (Glass cockpit) الحديثة. يمكن لهذا الكمبيوتر، بدلاً من أجهزة قياس الطيران، تحديد السرعة الجوية المعدلة، عدد ماخ، والارتفاع، ومعدل الارتفاع (Variometer)، في نظام الطيران الثابت (Pitot-static system) للطائرة. في بعض الطائرات عالية السرعة مثل مكوك الفضاء، يتم حساب السرعة المكافئة بدلاً من السرعة الجوية المعدلة.
تم تطوير أول حاسوب للبيانات الجوية حاصل على براءة اختراع في الولايات المتحدة بواسطة جون هـ. أندرسن في فبراير 1971.
تحتوي حواسيب البيانات الجوية عادة على مدخلات من درجة حرارة الهواء الكلية (Total air temperature). وهذا يتيح حساب درجة حرارة الهواء الساكنة والسرعة الجوية الصحيحة.
في طائرات إيرباص، يتم الجمع بين حاسوب البيانات الجوي مع الارتفاع، والوجهة، ومصادر الملاحة في وحدة واحدة تعرف باسم وحدة مرجعية البيانات الجوية (Air data inertial reference unit). نظرًا لمعدلات الفشل الكبيرة وصعوبة التوجيه، فقد تم استبداله حاليًا بنظام النقل المرجعي للبيانات الجوية للملاحة العالمية (GNADIRS).
وبصرف النظر عن تطبيقات حاسوب البيانات الجوية التجارية، هناك إتاحة لكي تفعل ذلك بنفسك، مع العديد من التطبيقات المفتوحة.

## روابط خارجية
- http://www.faa.gov/regulations_policies/handbooks_manuals/aircraft/amt_airframe_handbook/media/ama_ch10.pdf